# Augmentativní a alternativní komunikace

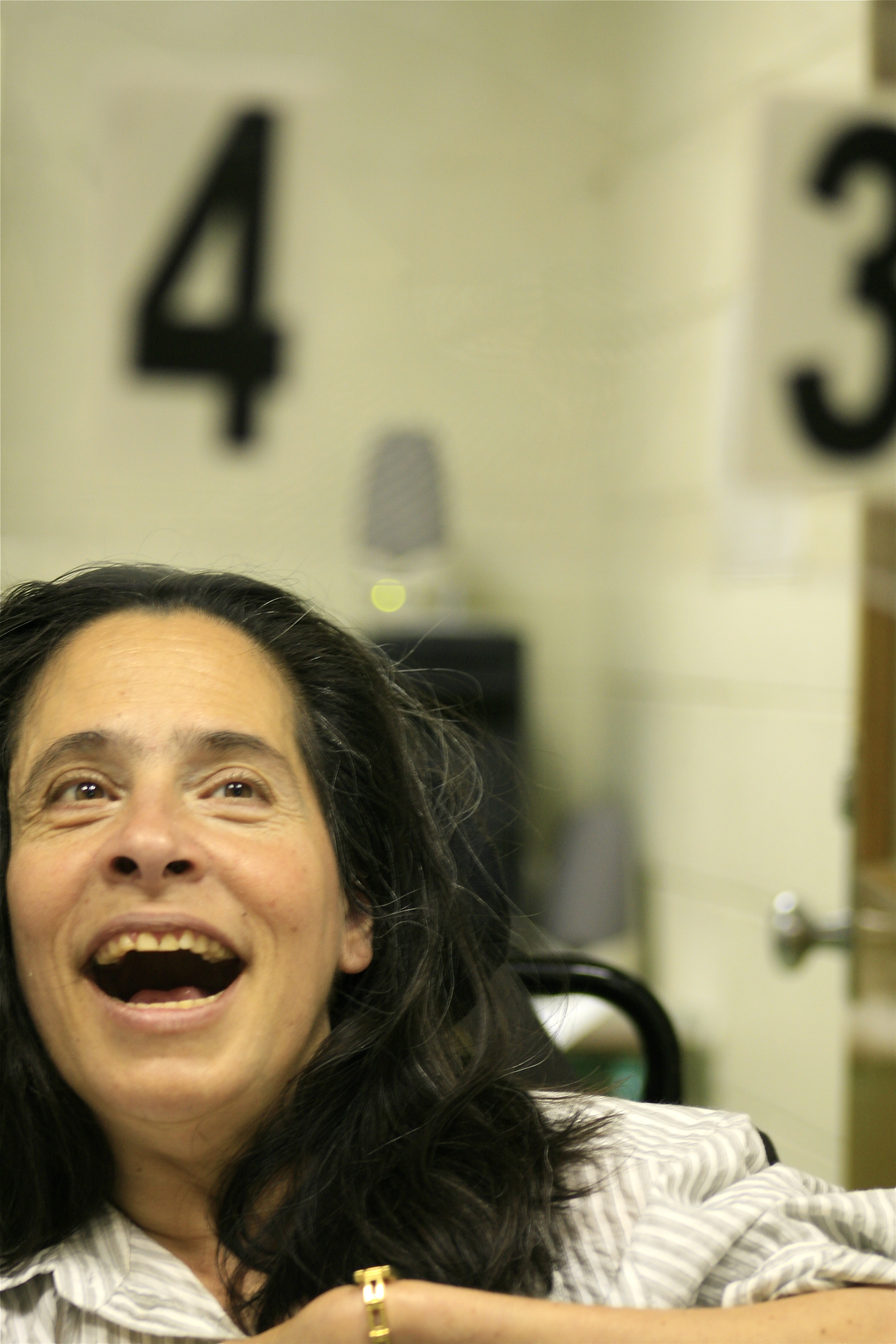
Uživatel AAC označuje na komunikační tabuli očním pohledem řadu čísel, aby sdělil slovo.

Augmentativní a alternativní komunikace (zkratkou AAK) zahrnuje komunikační metody používané k doplnění nebo nahrazení řeči nebo psaní u osob s poruchami produkce nebo porozumění mluvenému nebo psanému jazyku. AAK používají osoby s širokou škálou řečových a jazykových vad, včetně vrozených vad, jako je mozková obrna, mentální postižení a autismus, a získaných onemocnění, jako je amyotrofická laterální skleróza a Parkinsonova choroba. AAC může být trvalým doplňkem komunikace osoby nebo dočasnou pomůckou. Stephen Hawking, pravděpodobně nejznámější uživatel AAK, trpěl amyotrofickou laterální sklerózou a komunikoval prostřednictvím zařízení generujícího řeč.
Moderní používání AAK začalo v 50. letech 20. století se systémy pro ty, kteří ztratili schopnost mluvit po chirurgických zákrocích. Během 60. a 70. let 20. století, podníceno rostoucím úsilím Západu o začlenění postižených osob do většinové společnosti a důrazem na rozvoj dovedností potřebných pro samostatnost, se výrazně rozrostlo používání manuální znakové řeči a poté komunikace pomocí grafických symbolů. Teprve v 80. letech 20. století se AAK začala formovat jako samostatný obor. Rychlý pokrok v technologiích, včetně mikropočítačů a syntézy řeči , vydláždil cestu pro komunikační zařízení s hlasovým výstupem a pro mnoho možností přístupu ke komunikaci pro osoby s tělesným postižením .